# Johannes Kotte
Johannes Kotte (* 6. November 1908 in Dresden; † 18. Januar 1970 in Pirna) war ein deutscher Maler und Grafiker.

## Leben und Werk
Johannes (auch Hans) Kotte absolvierte von 1924 bis 1926 in einer Fahnenfabrik eine Lehre als Zeichner. Danach studierte er in den grafischen Fachklassen bei Paul Herrmann und Georg Erler an der Staatlichen Akademie für Kunstgewerbe in Dresden. 1930 arbeitete Kotte für ein Jahr als Zeichner in der Flaggendruckerei Pirna. In dieser Zeit unternahm er ausgedehnte Wanderungen durch Böhmen und Mähren. In den folgenden zwei Jahren war er als freiberuflicher Maler in Pirna tätig. In der Zeit des Nationalsozialismus war Kotte obligatorisch Mitglied der Reichskammer der bildenden Künste. Neben seiner Arbeit als Künstler arbeitete er auch als Aushilfsangestellter.
Ab 1941 nahm Kotte als Soldat der Wehrmacht am Zweiten Weltkrieg teil. Nach der Entlassung aus der Gefangenschaft arbeitete er von 1946 bis Anfang der 1960er Jahre als Müller im väterlichen Betrieb, der Schlossmühle in Pirna-Rottwerndorf. In der Freizeit betätigte er sich als Maler, vor allem als Aquarellist. Er wurde Mitglied des Verbands Bildender Künstler der DDR. In den 1950er und 1960er Jahren schuf er farbintensive Porträts, Landschaften, Tierbilder und Stillleben. Von 1962 bis kurz vor seinem Tod arbeitete Kotte als Szenenbildner beim Fernsehfunk der DDR und als Filmbildner im DEFA-Trickfilmstudio in Dresden. Er schuf dabei u. a. Bilder für die populäre Sendung des Kinderfernsehens „Flax und Krümel“, die 1964 auch vom Postreiter-Verlag Halle publiziert wurden.

## Werke (Auswahl)
- Selbstbildnis (Aquarell, 1940)[1]
- Bauer mit Hut (Aquarell, um 1947)[2]
- An der Schlossmühle Rottwerndorf im Winter (Aquarell, 1947)[3]
- Blick zum Cottaer Spitzberg (Aquarell, 1947)[4]
- Alter bärtiger Mann (Aquarell, vor 1950)[5]
- Stillleben mit toter Ente (Aquarell)[6]

## Ausstellungen (unvollständig)

### Sicher belegte Teilnahme an Ausstellungen in der Zeit des Nationalsozialismus
- 1936: Dresden, Brühlsche Terrasse und Städtische Kunsthalle („Kunstausstellung Dresden“)
- 1941: Dresden, Brühlsche Terrasse („Große Dresdner Kunstausstel-lung“)
- 1943: Dresden, Brühlsche Terrasse („Kunstausstellung Gau Sachsen“)

### Ausstellungen in der Sowjetischen Besatzungszone bzw. der DDR
- 1947: Pirna, Haus der Jugend („1. Kunstausstellung des Kreises Pirna“)

- 1949: Dresden, 2. Deutsche Kunstausstellung
- 1960: Königstein: Festung Königstein („5. Ausstellung des Verbandes Bildender Künstler Deutschlands, Arbeitskreis Pirna“)
- 1985: Dresden, Galerie am Elbtor („Johannes Kotte. Aquarelle und Zeichnungen“)